# Boberviadukt (Jelenia Góra)
Das Boberviadukt bei Jelenia Góra (früher Hirschberg) ist ein Eisenbahnviadukt auf der Bahnstrecke Wrocław Świebodzki–Zgorzelec (früher Breslau–Görlitz), die auch Teil der Schlesischen Gebirgsbahn ist. Er führt über den Bober (polnisch Bóbr).

## Geschichte
Das Boberviadukt bei Hirschberg wurde am 9. September 1866 eröffnet. 1922 wurde die Bahnstrecke elektrifiziert. Im Mai 1945 sprengten die abziehenden deutschen Truppen das Boberviadukt und machten die Bahnstrecke somit unbefahrbar. Zwischen 1951 und 1954 wurde ein neues Viadukt aufgebaut. Dabei handelt es sich um eine Stahlbetonkonstruktion. 

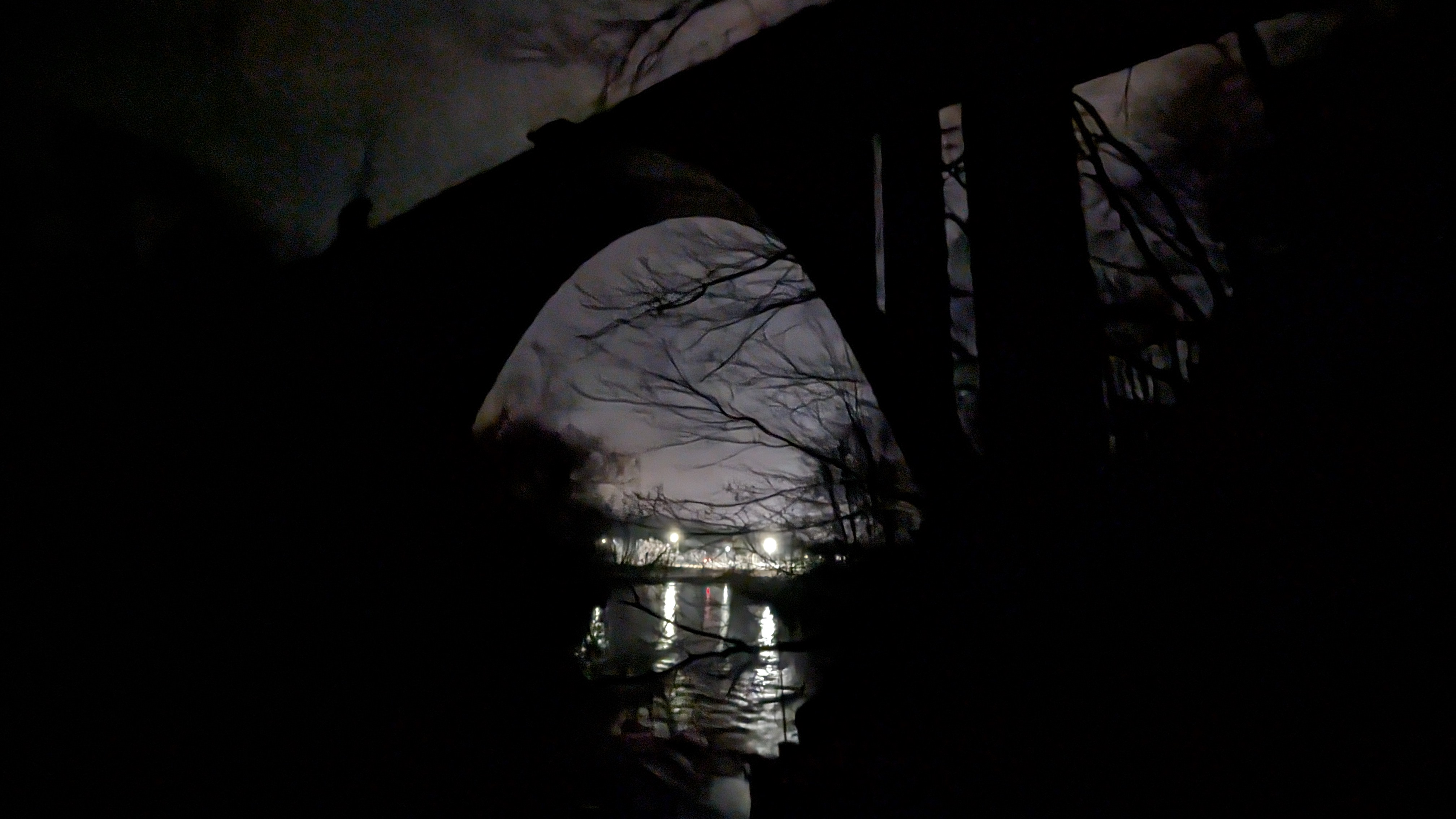
Das neue Boberviadukt bei Hirschberg 2024